# Astragalus mercklinii
Astragalus mercklinii är en ärtväxtart som beskrevs av Pierre Edmond Boissier och Friedrich Alexander Buhse. Astragalus mercklinii ingår i släktet vedlar, och familjen ärtväxter. Inga underarter finns listade i Catalogue of Life.